# Siliqua

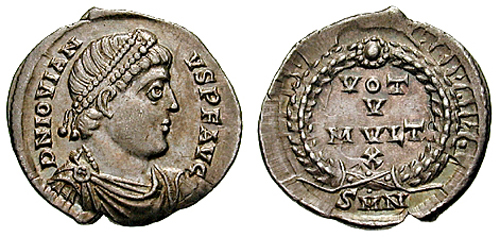
Siliqua din timpul lui Iovian, c. 363; avers: D N IOVIANVS PF AVG, capul împăratului, cu diademă, bust drapat și cu platoșă, spre dreapta; revers: VOT V MVLT X înconjurat de o cunună de lauri; SMN în exergă (marcă a monetăriei de la Nicomedia).

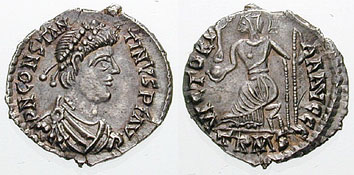
Siliqua emisă sub Constantin al III-lea, prin anii 408-411; 1,86 grame; avers: D N CONSTAN-TINVS P F AVG, bust, spre dreapta; revers: VICTORI-A AAVGGG, în exergă: TRMS, marcă a monetăriei din Trier (Colonia Augusta Trevorum).

Siliqua (la plural în latină siliquae) este denumirea modernă dată de către numismați unor monede mici, subțiri, din argint, emise în Imperiul Roman începând cu secolul al IV-lea. Emiterea ei a fost făcută pentru stabilizarea sistemului monetar roman. 

## Etimologie
Denumirea monedei siliqua provine de la unitatea de măsură romană, cu același nume, siliqua. Aceasta provine de la sintagma latină siliqua Graeca, sau doar de la cuvântul siliqua, cu sensul de sămânță de roșcovă (Ceratonia siliqua). Indica o greutate de 1/6 dintr-un scropulus, adică vreo 0,19 grame. Iată explicația pe care ne-o oferă Isidor din Sevilla, în lucrarea sa, Etymologiae, redactată în latina medievală:
„Siliqua vicesima quarta pars solidi est, ab arbore, cuius semen est, vocabulum tenens.”
Isidor din Sevilla, Etymologiarum libri XX, Liber XVI, 25.

## Istorie
Siliqua apare, pentru prima oară, sub Constantin cel Mare, cu o greutate de 2,24 grame de argint, adică jumătate din greutatea unui solidus din aur; în teorie, moneda denumită siliqua corespundea unei greutăți în aur a unei siliqua (unitate de măsură de greutate), care îi dă numele, iar valoarea sa era de 1/24 dintr-un solidus.
În timpul împăratului Constantin al II-lea, oficina monetăriei din Arles a emis astfel de monede.
În 353, greutatea monedei siliqua este diminuată la circa 2 grame, pentru a se păstra un raport teoretic de 24 siliquae pentru un solidus și este emisă, din abundență,sub domniile lui Constanțiu al II-lea și Iulian. 
Emisiunile comemorează, în general, aniversările imperiale, cu reversuri, pe care o cunună înconjoară urări ai anilor de domnie, de exemplu: VOT V MVLT X. Sunt localizate în Britannia, precum și în regiunile rhenane și dunărene, unde staționează armatele și sunt probabil făcute pentru donativa, (prime oferite soldaților, cu anumite prilejuri), în timp ce partea orientală a imperiului folosește mai ales moneda de aur. 
Numeroasele emisiuni de siliquae continuă sub Valentinieni. Uzurpările lui Maxim (383-388), apoi a lui Constantin al III-lea sunt finanțate prin reducerea siliquei la circa 1,35 grame, provocând la particulari ciuntirea siliquelor care fuseseră emise anterior la 2 grame.
După ultima împărțire a Imperiului în 395, Valentinian al III-lea este ultimul împărat care a mai emis siliquae, în timp ce, în Imperiul Roman de Răsărit, a continuat să fie emisă, sub denumirea de keration (plural: keratia), cu același raport de 24 keratia pentru o nomisma din aur.
În secolul al IV-lea, au fost emiși și multipli de două siliquae și de șase siliquae.
În Imperiul Roman de Apus, în secolul al V-lea, siliqua devine doar monedă de calcul.